# 프랭클린 포어
프랭클린 포어(Franklin Foer, 1974년 7월 20일~)는 미국의 언론인이자 논픽션 작가로, 정치·기술·문화 분야를 중심으로 깊이 있는 비평을 이어온 지식인이다. 워싱턴 D.C.에서 태어나 유대인 가정에서 성장했으며, 컬럼비아 대학교에서 역사학을 전공한 후 『슬레이트』, 『뉴욕 매거진』 등에서 언론 활동을 시작하였다. 이후 진보 성향 시사 잡지인 『더 뉴 리퍼블릭』의 편집장을 두 차례 역임했고, 현재는 『더 애틀랜틱』 전속 필자로 활동 중이다. 대표 저서로는 세계화와 축구를 결합해 조망한 『하우 사커 익스플레인즈 더 월드』(2004), 거대 기술기업이 개인의 사유와 민주주의에 미치는 영향을 분석한 『생각을 빼앗긴 세계』(2017), 바이든 행정부의 초기 행보를 다룬 『라스트 폴리티션』(2023) 등이 있다. 그는 기술 낙관론에 맞서 인간의 정신적 자율성과 민주주의 가치를 옹호하는 목소리를 지속적으로 내며, 빅테크 시대의 비판적 담론 형성에 크게 기여하고 있다.